# Aires protégées de Lagodekhi
Les aires protégées de Lagodekhi (ლაგოდეხის სახელმწიფო ნაკრძალი en géorgien, parfois appelées parc national de Lagodekhi en français) correspondent à deux aires protégées de la région de Kakhétie en Géorgie : la réserve naturelle stricte de Lagodekhi et la réserve naturelle gérée de Lagodekhi qui ont été divisées en 2003. La taille des deux zones combinées est de 24 451 hectares. Les réserves sont situées au nord-est de la Géorgie sur les contreforts du Caucase, près de la frontière de l'Azerbaïdjan et du Daghestan (Russie). 
Lagodekhi préserve tout une variété de faune et de flore locales depuis 1912, époque où la région faisait partie de l'Empire russe. Il s'agit de la plus ancienne réserve naturelle de Georgie.

## Faune et flore
Les zones protégées ont des écosystèmes allant des forêts de hêtre (plus précisément une majorité de hêtres d'Orient - Fagus orientalis) à l'alpage. Environ 70 % de la surface des réserves est recouverte de forêts. En dehors des hêtres, on y retrouve majoritairement des charmes communs (Carpinus betulus) et diverses variétés d'érables. La forêt regorge d'une variété d'espèces de plantes, représentatives des deux tiers de ce que l'on peut retrouver au niveau national. Les zones de plaine ont une végétation correspondant à celle de la région de la mer Noire au climat tempéré.
Lagodekhi est également connu pour sa vie animale et fut connu pour avoir été une zone de chasse. Il s'agit d'une des réserves majeures de chèvres du Caucase oriental et également de chamois et de cerfs élaphes. Les prédateurs principaux sont le lynx boréal, le loup gris et l'ours brun ainsi que des rapaces : le gypaète barbu, l'aigle impérial, l'aigle royal et l'aigle des steppes. On peut également citer la présence du raton laveur, une espèce qui n'était originellement pas présente dans le parc. En tout, 150 espèces d'oiseaux, 53 de mammifères, 5 d'amphibiens, 12 de reptiles et 4 de poissons ont été recensées dans le parc. 
26 espèces de plantes et 40 espèces d'animaux du parc sont inscrites sur dans le livre rouge de Russie en tant qu'espèces menacées.

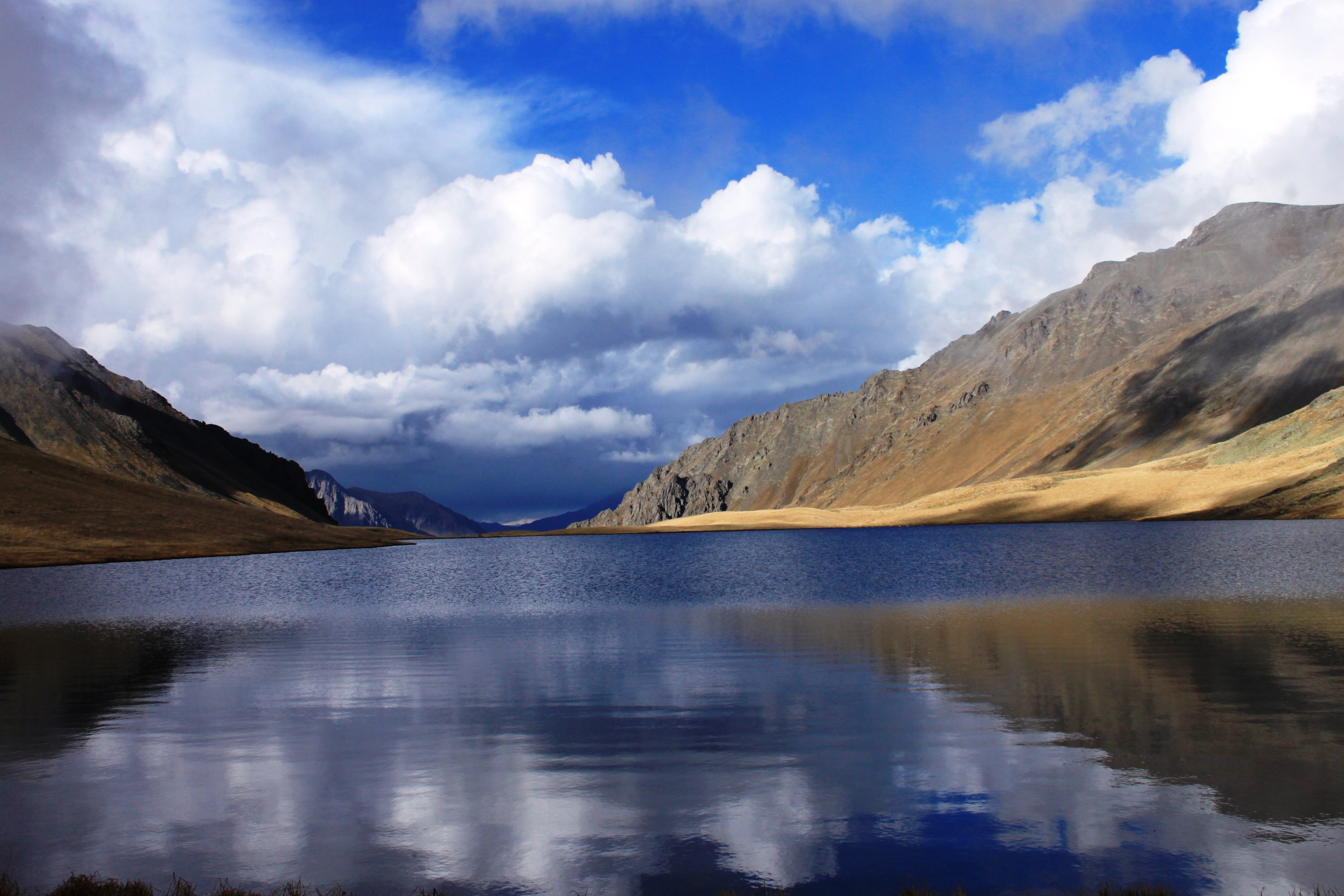
Le lac de la roche noire dans une aire protégée de Lagodekhi. Octobre 2012.
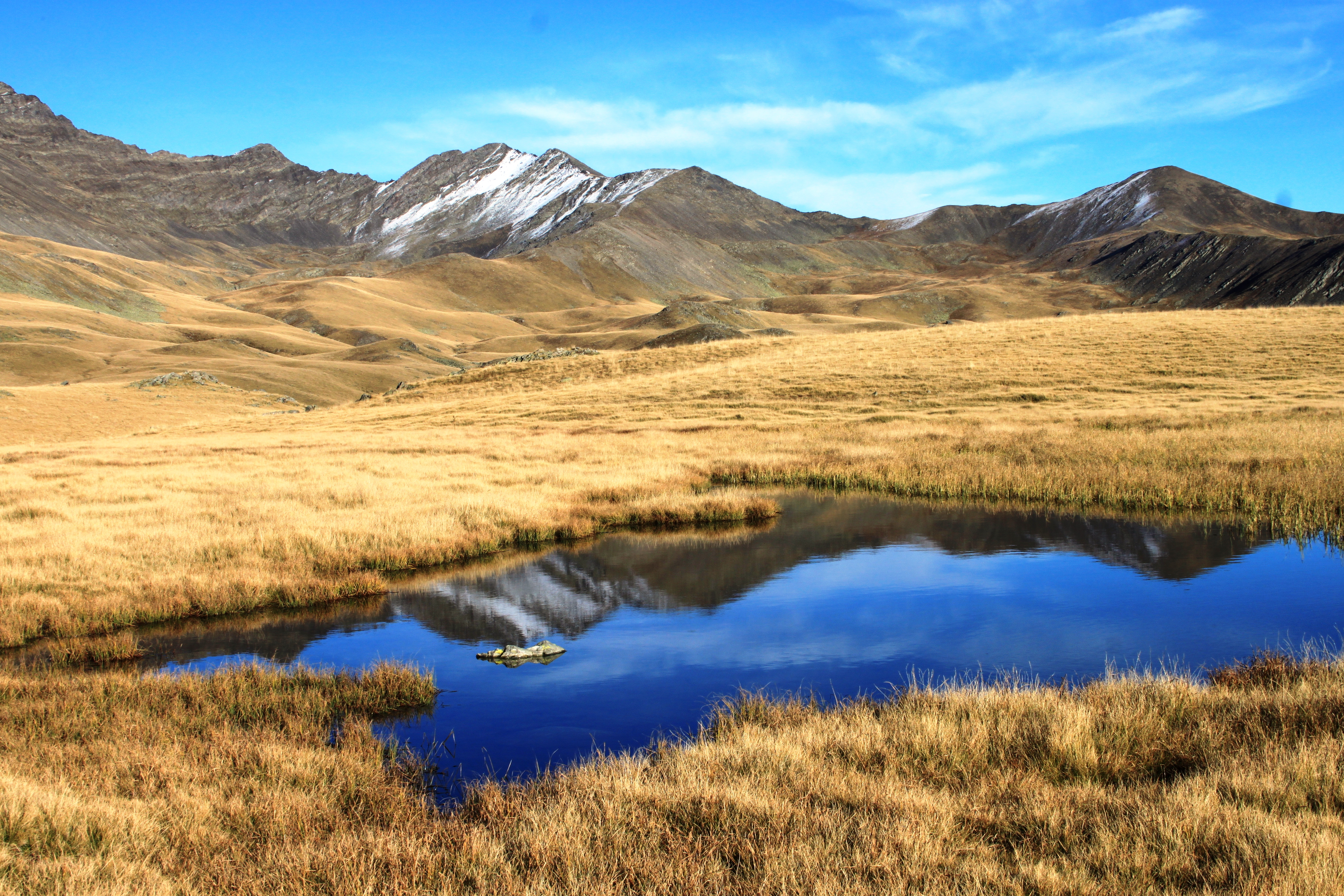
Symphonie dans une aire protégée de Lagodeki. Septembre 2014.
Un chevreuil dans une des Zones protégées de Lagodekhi. Août 2015.
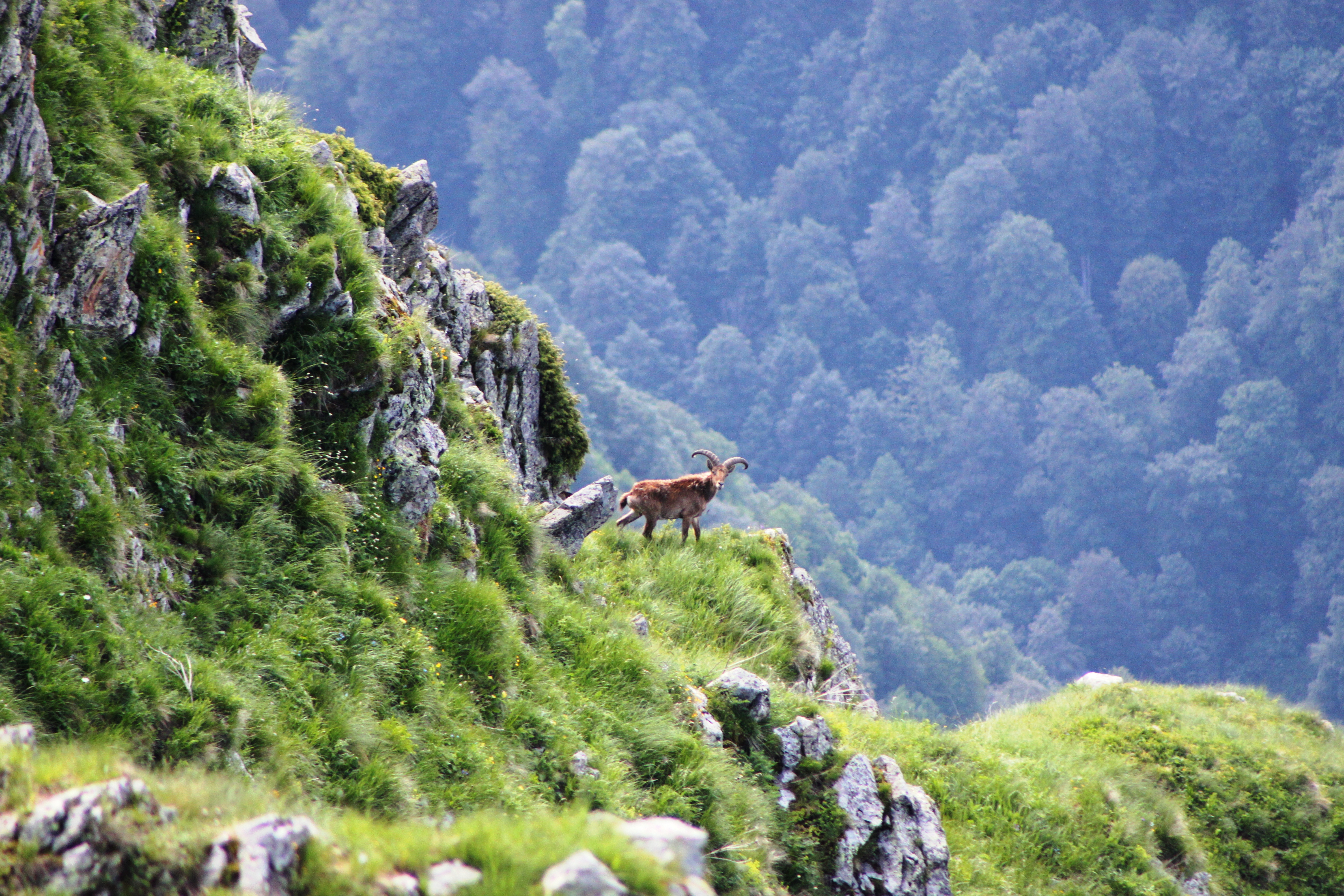
Aventure dans les aires protégées de Lagodekhi. Juin 2015.